# عشب الزراعة

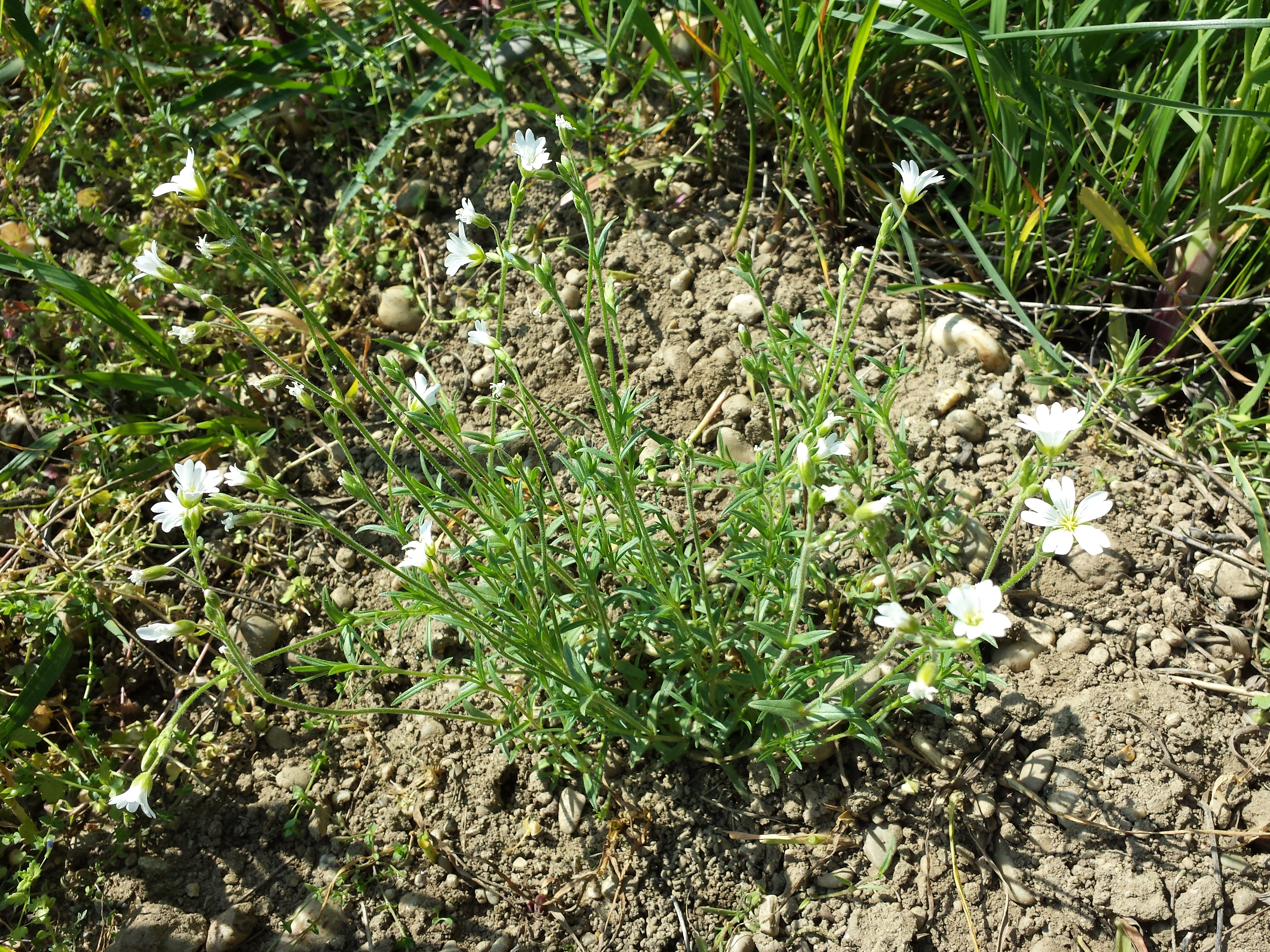
نوع من أنواع الأعشاب البريّة.

عشب الزراعة أو الحشيش المزروع أو الحشائش المزروعة هو أي نبات يتكيف جيدًا مع البيئات التي تٌهيئ فيها الأرض لزراعة نبات آخر. كثيرٌ من هذه الأعشاب متخصّصة تمامًا ولا يمكنها الازدهار والتكاثر إلا في الأماكن التي شُقّت الأرض فيها عن طريق الحرث أو بطُرق أخرى. إنّهُ نبات حولي دومًا ويتم التكاثر بالبذور وحدها، والتي يمكن أن تظل كامنة في العديد من الأنواع لسنوات في التربة حتى تُنقل إلى سطح التربة أثناء الزراعة. لدى هذا النوع من الحشائش دورات تكاثر سريعة في العام الواحد، على الرغم من أن بعض الأنواع يمكن أن يكون لها أكثر من جيل في موسم واحد. يمكن لبعض الأنواع مثل الشيخة الشائعة و‌كيس الراعي و‌اللاميون الأرجواني و‌ حشيشة القزاز البقاء على قيد الحياة دون أن يصاب بأذى خلال الطقس شديد البرودة وغالبًا ما تكون قادرة على البذر حتى في فصل الشتاء.